# Cry Me a River
«Cry Me a River» es una canción popular escrita por el compositor estadounidense Arthur Hamilton, publicada por primera vez en el año 1953.
La pieza fue interpretada por numerosos artistas a lo largo de los años, tanto en su versión original en inglés, como en otros idiomas.

## Historia
Fue grabada por primera vez por la actriz y cantante Julie London en 1955; siendo esta la versión que la popularizó, apareció en la película de 1956 The Girl Can't Help It y fue lanzada como sencillo en abril de 1957. 
Más recientemente, la canción ha aparecido en las bandas sonoras de las películas Passion of Mind (2000) y V for Vendetta (2006).
En 1970, el roquero y cantante de blues británico Joe Cocker versionó con su clásica voz esta canción en el álbum Mad Dogs and Englishmen. 
En 1995, el doble sencillo “You Don't Have to Say You Love Me/Cry Me a River” de la actriz británica Denise Welch se mantuvo tres semanas en los rankings del Reino Unido, alcanzando el lugar 23. 
Versiones famosas fueron grabadas por artistas como Aerosmith, Ella Fitzgerald, Lesley Gore, Ray Charles, Barbra Streisand, Natalie Cole, Dinah Washington, Rick Astley o Etta James, entre otros.

## En otros idiomas
También existen versiones en español, portugués y otros idiomas.
En 1984 el grupo de rock argentino La Torre realizó una versión retitulada "Llórame un río", para su álbum Sólo quiero rock and roll, del mismo modo, la cantante británica Mari Wilson la grabó en español, bajo el título de "Tú no me llores".
Existe una versión en portugués titulada "Chora um rio", compuesta por Artur Nestrovsky e interpretada por Ná Ozzetti y André Mehmari, y una versión en francés, titulada "Pleurer des rivières", realizada por Viktor Lazlo en 1985, cuya letra fue escrita por Boris Bergman, el cantante galo Eddy Mitchell hizo lo propio en 2009. 
El popular cantante brasileño Roberto Carlos realizó una versión en portugués en la década de 1960, titulada "Chore por mim".
El disco "Cuaderno de Amor" de 2020, del cantante español David Alma incluye una versión en castellano de Llórame un río

## Versiones grabadas
| - The Neighbourhood - Michael Bublé - Bruce Abott - Anne Murray - Realtime Quartet - Cliff Adams - George Adams - Aerosmith - Barbie Anaka - Leslie Anders - Brian Auger - Björk - Patti Austin - Sil Austin - Joan Baez - Long John Baldry - Michael Ball - Shirley Bassey - BB Band - Andrea Benanti - George Benson - Marie Bergman - Gene Bertoncini - Heather Bishop - Bonnie Bramlett - Kayle Brechler - Ray Brown Trio - Ray Bryant - Betty Buckley - Ray Charles - The Chelsea Strings | - Chick Pea - Joe Cocker - Natalie Cole - Combustible Edison - Harry Connick Jr. - Chris Connor - Sam Cooke - Scott Coulter - Van Craven - Sonny Criss - Ann Crumb - Biella Da Costa - Vic Damone - Skeeter Davis - Mauro DeFedericis - Dumpster Juice - Lisa Ekdahl - George Faith - Ella Fitzgerald - Noel Freidline Quintet - Leata Galloway - Crystal Gayle - Benny Golson - Dexter Gordon - Claudine Longet - Lesley Gore - Davy Graham - Owen Gray - John Greaves - Jerry Grillo | - Gene Harris - Camille Harrison - Cher - John Hasbrouck - David Hazeltine - Jennifer Heaney - Jeff Hedberg - Jackie Henderson - Missy Higgins - Richard Hindman - Jim Howe Trio - Hu & the Hilltops - Marc Hunter - Illumination - Jacintha - Jai - Doug James - Etta James - Harry James & his New Jazz Band - J.J. Johnson - Duke Jordan - Bob Kaper & the Strings of Paris - Ron Kaplan - Melissa Kassel - Mark Keller & Friends - Stan Keiser - Rebecca Kilgore - Sonji Kimmons | - Marie Knight - Ithamara Koorax - Kasia Kowalska - Diana Krall - Karin Krog - Gene Krupa - Joachim Kuhn - Rita Lee - Julie London - Tânia Maria - Hugo Montenegro - Alison Moyet - Maruja Muci - Frank Pourcel - Linda Ronstadt - Marion Ryan - Bobby Rydell - Diane Schuur - Dinah Shore - Nina Simone - Dakota Staton - Barbra Streisand - Swans - Dinah Washington - Caetano Veloso - Elaine Paige - La Torre (versión española) - Mari Wilson (versión española) | - Ná Ozzetti (versión portuguesa) - Viktor Lazlo (versión francesa) - Eddy Mitchell (versión francesa) - Lost Prophets - Denise Welch - Frank Sinatra Jr. - Ligia Piro - Susan Boyle - Pride and Glory (Zakk Wylde) - Imelda May y Jeff Beck - Liam Payne - Mónica Naranjo - Rick Astley - Roberto Carlos - Mina Mazzini - Peggy King - The Kingbees - Merle Haggard - Arthur Hamilton - Yung Beef - Archie Shepp |